# Ksenija Makejeva
Ksenija Vladimirovna Makejeva (russisk: Ксения Владимировна Макеева; født d. 19. September 1990 i Ufa) er en russisk håndboldspiller, der spiller for Rostov-Don og Ruslands håndboldlandshold.
Hun var med til at vinde OL-sølv i håndbold for Rusland, ved Sommer-OL 2020 i Tokyo, efter finalenederlag over Frankrig, med cifrene 25–30.
Hun har tidligere spillet for den russiske storklub Dinamo Volgograd og rumænske HCM Baia Mare.